# Felicitas

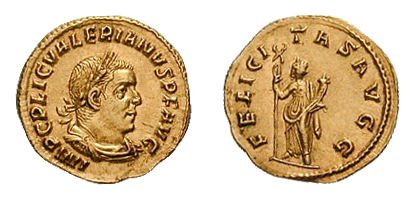
Felicitas Augusta tenant un caducée et une corne d'abondance, deux symboles de santé et de richesse, au revers d'un aureus frappé sous l'empereur Valérien.

Dans la culture romaine antique, felicitas (de l'adjectif latin felix, «fructueux, béni, heureux, chanceux») est une condition de productivité, de béatitude ou de bonheur d'émanation divine.

## Définitions
Felicitas pourrait englober à la fois la fertilité d'une femme et la chance ou la bonne fortune d'un général. La personnification divine de Felicitas était traitée en tant que déesse. Bien que felicitas puisse être traduit par « bonne chance » et que la déesse Felicitas partage certaines caractéristiques et attributs avec Fortuna, les deux se distinguaient dans la religion romaine. Fortuna était imprévisible et ses effets pouvaient être négatifs, comme le reconnaît l'existence d'un autel à Mala Fortuna. Felicitas, cependant, a toujours eu une signification positive. Elle apparaît avec plusieurs épithètes qui se concentrent sur des aspects de sa puissance divine. 

## Culte
Felicitas avait un temple à Rome dès le milieu du 2e siècle av. J.-C., et pendant l'ère républicaine a été honoré à deux festivals officiels de la religion de l' État romain, le 1er juillet en collaboration avec Junon et 9 octobre comme Fausta Felicitas. Felicitas a continué à jouer un rôle important dans le culte impérial et était fréquemment représentée sur les pièces de monnaie comme un symbole de la richesse et de la prospérité de l'Empire romain. Ses principaux attributs sont le caducée et la corne d'abondance. 

## Sources
- Champeaux, Jacqueline (1987). Fortuna. Recherches sur le culte de la Fortune à Rome et dans le monde romain des origines à la mort de César. II Les Transformations de Fortuna sous le République (p.   216-236). Rome: École Française de Rome.  (ISBN 2-7283-0041-0)    .
- Hammond, NGL et Scullard, HH (éd.) (1970). Le dictionnaire classique d'Oxford (p.   434). Oxford: Presse d'université d'Oxford.  (ISBN 0-19-869117-3).